# Western Lake (Texas)
Western Lake es un lugar designado por el censo ubicado en el condado de Parker en el estado estadounidense de Texas. En el Censo de 2010 tenía una población de 1525 habitantes y una densidad poblacional de 167,46 personas por km².

## Geografía
Western Lake se encuentra ubicado en las coordenadas 32°37′16″N 97°48′0″O / 32.62111, -97.80000. Según la Oficina del Censo de los Estados Unidos, Western Lake tiene una superficie total de 9.11 km², de la cual 8.98 km² corresponden a tierra firme y (1.39%) 0.13 km² es agua.

## Demografía
Según el censo de 2010, había 1525 personas residiendo en Western Lake. La densidad de población era de 167,46 hab./km². De los 1525 habitantes, Western Lake estaba compuesto por el 79.41% blancos, el 0.59% eran afroamericanos, el 1.38% eran amerindios, el 0.59% eran asiáticos, el 0% eran isleños del Pacífico, el 15.28% eran de otras razas y el 2.75% pertenecían a dos o más razas. Del total de la población el 30.43% eran hispanos o latinos de cualquier raza.